# HAT-P-31
HAT-P-31 — одиночная звезда в созвездии Геркулеса на расстоянии приблизительно 1133 световых лет (около 347 парсек) от Солнца. Видимая звёздная величина звезды — +11,67m. Возраст звезды определён как около 3,17 млрд лет.
Вокруг звезды обращается, как минимум, одна планета.

## Характеристики
HAT-P-31 — жёлтый карлик спектрального класса G0. Масса — около 1,218 солнечной, радиус — около 1,5 солнечного, светимость — около 2,355 солнечной. Эффективная температура — около 5806 K.

## Планетная система
В 2011 году группой астрономов, работающих в рамках программы HATNet, было объявлено об открытии планет HAT-P-31 b и HAT-P-31 c.